# Egyenlő szárnyú szitakötők
Az egyenlő szárnyú szitakötők avagy kis szitakötők (Zygoptera) az egyik legősibb rovarrend, a szitakötők (Odonata) három alrendjének egyike.

## Megjelenésük, felépítésük
Amint nevük is mutatja, megkülönböztető jellegzetességük, hogy elülső és hátulsó szárnypárjuk alakja és mérete is igen hasonló. Testük az egyenlőtlen szárnyú szitakötőkénél (Anisoptera) kisebb. Szárnytöveik keskenyek, a szárnyvégek felé csak fokozatosan szélesednek ki. Pihenő helyzetben szárnyaikat a lepkékhez hasonlóan össze tudják csukni. Felülről nézve az összetett szemek közti távolság nagyobb, mint a szemek átmérője.

## Életmódjuk, élőhelyük
A párzás után a hím általában a nősténnyel marad, és őrzi azt, amíg el nem helyezi petéit. Több faj hímje valamilyen vízinövény szárába kapaszkodva tartja is a nőstényt, hogy az minél mélyebbre petézhessen.
Petéit csaknem minden faj vízinövények leveleire helyezi. Lárváik kisebbek és karcsúbbak a nagy szitakötőkénél; potrohuk végén háromágú gereblyéhez hasonló fartoldalékot viselnek. A legtöbb lárvái többnyire egy évig fejlődnek, de egyes fajaik a már nyáron további nemzedéket hozhatnak létre, míg más fajok két év alatt fejlődnek ki. Melegebb éghajlaton általános érvényű szabály, hogy a rövidebb lárvaéletű fajok imágója többnyire tovább él – részben éppen ezért a kis szitakötők többnyire messzebbre eljutnak, gyorsabban lakják be az új élőhelyeket, mint a nagyok. A hazai fajok imágói – az erdei rabló kivételével – az ősszel elpusztulnak.
Nem repülnek olyan jól, mint a nagy szitakötők; ezért nem mennek messze a víztől.
Lárváik légzése alapvetően különbözik az egyenlőtlen szárnyú szitakötőkétől: az oxigént három, az utolsó potrohszelvényükön elhelyezkedő, légcsövekkel sűrűn átszőtt, többnyire hosszúkás, levél alakú, kaudális lamellával vonják ki a vízből. Ezekkel tudnak úszni is, ha pedig kevesebb az oxigén, a lamellákat ide-oda mozgatva cserélik a vizet maguk mellett. Főleg a hínárokon vagy gyökereken megbújva várnak a prédára. Többnyire lassan mászva haladnak: csak akkor úsznak, ha felzavarják őket. Ha valami gyanús dolog közelít feléjük, a kis szitakötők lárvái szorosan az adott növényhez (hínárhoz) tapadnak, igyekeznek szinte beleolvadni annak hengeres szárába. Ha lehet, gyorsan átfordulnak a feltételezett ellenséggel átellenes oldalra. Több faj potrohszelvényeinek hátán és oldalsó szegélyén erős tüskék nőnek, amikkel a lárvák hatásosan védekezhetnek akár a kisebb halak ellen is (emellett határozó bélyegnek is igen alkalmasak). Persze vedlés után ezek is lágyak, és ilyenkor nem védenek. A mérgező bogárlárvák és vízi poloskák ellen az egyetlen hatásos védelem a megelőző támadás.

## Rendszertani felosztásuk
Az alrendet négy öregcsaládra és azokon belül összesen húsz családra bontják:

### Fátyolkaszitakötők(Calopterygoidea)
- Amphipterygidae
- Színes szárnyú szitakötők – (Calopterygidae, Agrionidae) Magyarországon védett fajaik:
  - kisasszony-szitakötő (Calopteryx virgo) Természetvédelmi értéke: 2000 Ft
- Chlorocyphidae
- Diphlebiidae
- Euphaeidae
- Polythoridae
- Thaumatoneuridae

### Sárkány-szitakötők(Coenagrionoidea)
- Légivadászok – (Coenagrionidae) Magyarországon védett fajaik:
  - díszes légivadász (Coenagrion ornatum) Természetvédelmi értéke: 2000 Ft
  - holdkék szitakötő (Coenagrion lunulatum) Természetvédelmi értéke: 2000 Ft
  - lándzsás légivadász (Coenagrion hastulatum) Természetvédelmi értéke: 2000 Ft
  - lápi légivadász (Ceriagrion tenellum) Természetvédelmi értéke: 2000 Ft
  - ritka légivadász (Coenagrion scitulum) Természetvédelmi értéke: 2000 Ft
- Isostictidae
- Széleslábú szitakötők (Platycnemididae)
- Platystictidae
- Protoneuridae
- Pseudostigmatidae

### Hemiphlebioidea
- Hemiphlebiidae

### Lestoidea
- Chorismagrionidae
- rabló szitakötők (Lestidae)
- Lestoideidae
- Megapodagrionidae
- Perilestidae
- Synlestidae

(A vastaggal kiemelt családok egyes fajai Magyarországon is élnek.)